# بيالوبجغي
بيالوبجغي هي قرية في التقسيم الإداري في كوك في مقاطعة لوبارتوف في محافظة لوبلين في شرق بولندا. تقع على بعد حوالي 3 كيلومتر (2 ميل) جنوب غرب كوك, 23 كيلومتر (14 ميل) شمال غرب لوبارتوف و 45 كيلومتر (28 ميل) شمال العاصمة الإقليمية لوبلين.